# Désiré Nisard
Jean Marie Napoléon Désiré Nisard (Châtillon-sur-Seine, 20 marzo 1806 – Sanremo, 25 marzo 1888) è stato uno scrittore e traduttore francese.

## Biografia
Accademico di Francia dal 1850, propugnò un ritorno al classicismo secentesco francese in contrapposizione al romanticismo tedesco. Fu per lungo tempo decano dell'Accademia francese. Pubblicò una traduzione in prosa delle Metamorfosi di Ovidio.